# Спартак (станция метро)
«Спарта́к» — станция Московского метрополитена на Таганско-Краснопресненской линии между станциями «Щукинская» и «Тушинская». Расположена в районе Покровское-Стрешнево (СЗАО). Объект был заложен под пикетом ПК0160+4 для открытия в составе Краснопресненского радиуса в 1975 году, но по ненадобности был недостроен и вскоре законсервирован. На протяжении нескольких десятилетий объект был известен под проектным названием «Волоколамская» и являлся самой старой недостроенной станцией в Московском метрополитене.
С началом развития инфраструктуры на месте Тушинского аэрополя было решено расконсервировать и станцию. Достройка началась в 2013 году, а 27 августа 2014 года станция была открыта.
До 20 августа 2022 года, наряду со станциями «Воробьёвы горы» и «Студенческая», была одной из трёх станций в Московском метрополитене, к которой не подходит ни один из маршрутов городского наземного транспорта; ближайшая автобусная остановка («Клуб имени Чкалова») находилась на Волоколамском шоссе примерно в восьми минутах ходьбы.

## Архитектура и оформление
«Спартак» — колонная трёхпролётная станция мелкого заложения, по своей конструкции аналогичная соседней станции «Тушинская». Глубина заложения составляет 10 метров. Станция возведена по типовому проекту из сборных конструкций, построена открытым способом при задействовании копров и козлового крана. Сооружение дополнительных помещений изначально не осуществлялось, они были заложены уже при расконсервации станции. За счёт сборки платформы открытым способом остались нечёткие следы её местонахождения и грунт просел на несколько метров, таким образом, при расконсервации пришлось поднять изначальный уровень земли к соответствующему ландшафту.
На станции имеется 2 ряда по 26 колонн с шагом по осям в 5 метров и поперечным размером между колоннами в 6,5 м. Из-за грунтовых вод гидроизоляция была применена не только к потолку и стенам, но ещё и к полу, а по обеим сторонам путей были сооружены канавы, служащие для отвода избытка подземных вод (в данный момент не используются, забетонированы и заменены на водоотливные установки в подстанционном лотке).
В исполнении отделки присутствуют серый мрамор, анодированный алюминиевый сплав, серый и чёрный гранит. Путевые стены украшены ударопрочными витражными панно с сюжетами на футбольную тематику. Ложный потолочный купол выполнен из оцинкованного пластика. Колонны облицованы белым мрамором. На станции имеются четыре зоны ожидания с деревянными скамейками в начале и конце каждой платформы. Освещение проведено аналогично близлежащим станциям-«сороконожкам» под поперечным брусом колонн, углов стен, а в аварийном режиме — в виде вставок в полу для создания световых платформенных дорожек.
Собственного выхода на поверхность законсервированная станция не имела. Оба края платформы составляли заделы под лестничные и эскалаторные ходы. В южном торце был частично собран зал под служебные помещения (станцию планировалось открыть с одним южным выходом). Оба торца были огорожены, южный — цепной проволокой (с дверцей), северный — прутьями. Сбоку от южного торца также имелся доступ к т. н. «вентиляционной шахте», ведущей в техпомещения, изначально предполагающиеся как задел под водоотливную помпу (теперь там установлены шахтные вентиляторы и мотор-компрессор). Северный вестибюль — наземный, построен ближе к стадиону и украшен орнаментальной тематикой футбольного клуба «Спартак» (красные ромбы-светильники на потолке, ромбы в решётках, красные полоски на колоннах, а также логотип клуба на стекле, освещающем эскалаторный ход).
На одном конце в северном наземном вестибюле — эскалаторы, на другом конце в южном подземном вестибюле имеется общая лестница. Южный, подземный вестибюль, построен из куска уже существующего задела под служебные помещения. Вместо типового наклона под эскалатор была построена лестница, а часть участка использована под доступ к лифту для маломобильных граждан. В подземном вестибюле также имеется ещё один лифт и подъёмник для инвалидов, а исполнение напоминает по тематике северный наземный вестибюль. Тип постройки подземного вестибюля схож с двухзаловыми подземными вестибюлями на станциях этой же эпохи («Лермонтовский проспект», «Жулебино», «Тропарёво»), в которых кассовый зал регруппирован с отделением полиции в одном помещении, а турникеты и комнаты отдыха персонала расположены в прилегающем помещении и отделены, как правило, двухсторонними дверями.

## Путевое развитие
За станцией находится пошёрстный съезд. В 1980-х годах некоторые поезда при необходимости оборачивали через него: поезд следовал до «Тушинской», где производилась смена кабины управления, и состав отправлялся в сторону «Щукинской» со II пути, следуя по съезду на I путь перегона. Но на такой оборот требовалось много времени, поэтому с сокращением интервалов движения оборот по станции «Тушинская» был отменён.

## История

След от строительства Краснопресненского радиуса под аэрополем на снимке аэрофотосъёмки 1979 года: «Волоколамская» была заложена между двух взлётных полос.

На юбилейном варианте схем метро 1967 года, выпущенных ко Дню пятидесятилетия Октября в качестве брошюр, станция была указана как «Аэрополе» на строящемся северном участке Таганско-Краснопресненской линии после «Щукинской». Это — единственный вплоть до 2013 года раз, когда станция фигурировала на официальных схемах метрополитена. Дело в том, что в конце 1960-х годов на месте существующего аэродрома в Тушине планировалось возвести так называемый район-спутник (на манер планировавшихся тогда Строгина и Крылатского), притом сохранив использование одной из частей аэрополя под нужды проведения городских мероприятий, в том числе для полётов служебной авиации во время парадов. Проект реализован не был.
На перспективных схемах 1970 и 1973 годов станция присутствует как «Волоколамская». Это название ей было присвоено в связи с проходящим поблизости Волоколамским шоссе. В те годы был сильно развит проект хордового строительства линий метро, поэтому весь северный радиус, начиная от «Полежаевской» (тогда «Хорошёвской»), указан на карте 1970 года как «Волоколамский». Позднее название изменили на «Тушинский», сегодня — «Краснопресненский». Поскольку от планов постройки на территории Тушинского аэрополя жилого микрорайона отказались, необходимость в открытии станции отпала, так как ещё каких-либо объектов, которые могли бы привлечь пассажиров, около станции нет.
По изначальному проекту станцию предполагалось отделать в жёлто-серых тонах с синей мозаикой вдоль путей, а колонны планировалось покрыть коричневым гранитом, и они должны были оканчиваться у свода медными пластинами в виде куполов Волоколамского кремля. Этот проект был использован для отделки станции «50 лет СССР» Ташкентского метрополитена, открытие которой произошло в 1977 году. При этом в ташкентском варианте на медных пластинах были вычеканены гербы республик СССР.

Платформа. 2006 год

Начиная с середины 1990-х годов станция стала объектом исследований диггеров, вследствие чего администрацией метрополитена были приняты меры по усилению безопасности на объекте. До 2002 года на платформе частично проводилось дежурство (что породило слухи о призраках на станции), в том же году была проведена замена генератора и кабельного освещения путей. Некоторое время с краёв платформы зал закрывала прессованная фанера. Поезда проезжали станцию на максимально допустимой АЛС-АРС скорости 80 км/ч.
Планы по расконсервации станции возникли ещё в конце 1990-х годов, однако интерес властей к данному проекту возродился в процессе строительства стадиона «Открытие Арена». Начать строительство планировалось в 2007 году, при этом частные инвесторы стадиона объявили о материальном вкладе в достройку станции.
24 июня 2008 года постановлением Правительства Москвы на основании предложения городской межведомственной комиссии по наименованию территориальных единиц, улиц и станций метрополитена станции было присвоено название «Стадион Спартак».

## Расконсервация и открытие

### Подготовка
Работы по строительству стадиона «Спартак» начались в 2011 году. В январе 2012 года мэр Москвы Сергей Собянин утвердил закупку оборудования для реконструкции станции, а также тендеры на строительство вестибюлей и эскалаторов. Согласно Постановлению Правительства Москвы № 194-ПП от 4 мая 2012 года, открытие станции планировалось на ноябрь 2013 года, но затем сроки введения в эксплуатацию были смещены на май 2014 года, а впоследствии на 27 августа 2014 года.
В октябре 2012 года подрядчиком на реконструкцию был объявлен «ООО СМУ-9 Метрострой», под руководством 22-го департамента Метрогипротранса.

### Проекты
Летом 2011 года несколько пользователей с русскоязычной секции форума сайта SkyscraperCity создали любительский проект реконструкции станции при помощи программы «Google Sketchup». Приближенный к оригиналу, проект одним из первых предусматривал наличие красных полос на колоннах. В 2013 году данная атрибутика была возвращена уже в официальном проекте станции, — но, в итоге, в исполнении облицовки колонн самой станции так и не присутствует.
11 апреля 2012 года была опубликована одна из концепций дизайна станции, созданная фирмой Arch-Group. Дизайн предполагал заключение платформенной части в стеклянную оболочку высотой 6 м и шириной 10 м. Конструкцию при этом поддерживали бы металлические потолочные крепления, а также каркас в форме спирали. Посадочные платформы предполагалось отделить от путей автоматическими дверьми. Этот проект не был принят.
18 июля 2012 года постановлением Правительства Москвы № 339-ПП был утверждён проект планировки станции.
Согласно данному проекту, разработанному ГУП НИиПИ Генплана, вход и выход пассажиров осуществляется через два вестибюля — наземный северный, расположенный на территории стадиона «Спартак» близ проектируемого проезда 5219, и подземный южный, также расположенный в границах территории стадиона «Спартак». Наземный вестибюль соединён с платформой тремя эскалаторами, южный — лестницами (из этого вестибюля через подземный пешеходный переход можно будет выйти на обе стороны проектируемого проезда № 5219). Одновременно компания «Мосинжпроект» представила первый официальный проект отделки станции.
Согласно материалам стройкомплекса Москвы, пропускная способность станции метро «Спартак» в утренние часы пик по рабочим дням без учёта проведения массовых спортивных мероприятий должна была составить 4,4 тысячи человек, в вечерние часы пик по рабочим дням — 7,5 тысячи человек. Было запланировано, что в дни проведения массовых спортивных мероприятий по рабочим дням через станцию будут проходить 20,1 тысячи человек, а по выходным — 19 тысяч человек.
Окончательный проект реконструкции был доработан, представлен публике 11 января 2013 года и утверждён 14 января. Он больше всех приближен к оригинальному проекту 1970-х годов и к стилистике двух близлежащих станций. Проект был разработан проектной компанией «Метро-Стиль 2000» и включил в себя не только архитектурное оформление, но и инженерное проектирование вестибюлей, электросетей, водоснабжения и канализации.
Предложения по оформлению станции были на основе двух тем: футбольного клуба и олимпийского движения. В конечном итоге оформление станции было сделано нейтральным, без символики спортивного клуба «Спартак», но в его цветовой гамме. На платформе — колонны из белого мрамора с красными вставками. По путевым стенам — ударопрочные стеклянные панно на футбольную тематику. Единственное место, где использован мотив ФК «Спартак», — художественный витраж с символикой клуба над наклонным входом. Наземный вестибюль и лестничные павильоны выполнены в том же стиле, что и спортивные сооружения, строящиеся по соседству, и вся художественная, декоративная часть смотрится в едином цветовом решении со стадионом «Открытие Арена».

### Проведение работ
В декабре 2012 года на поле рядом со строящимся стадионом была огорожена площадка метрополитена. Велись буровые работы по съёму проб грунта. 14 января 2013 года первые экскаваторы начали разрывать котлован под северный вестибюль, с 21 января — под южный. 4 февраля на поверхности станции уже были предприняты активные работы и присутствовал тепляк. Начиная с марта также огорожена от тоннелей платформа путей, процесс полностью завершился к середине апреля.
В феврале 2014 года станция соединяется с обоими свежепостроенными вестибюлями. К этой дате уже полностью готовы в конструкциях кассовый зал и служебные помещения южного (подземного) вестибюля, строился открытым способом северный (наземный) вестибюль. Его завершающий этап строительства пришёлся на начало июля 2014 года.
21 июня 2014 года участок от «Октябрьского поля» до «Планерной» закрылся на одни сутки в связи с установкой новых СЦБ в перегонах между «Спартаком». На 24 июня 2014 года на станции завершена отделка путевых стен, а также станционного зала, за исключением декоративных красных вставок. 11 августа 2014 года «Спартак» был сдан в эксплуатационный режим метрополитена. Вплоть до открытия рабочие поезда снижали скорость или вообще тормозили на станции, некоторые вагоны открывали двери.

### Открытие станции

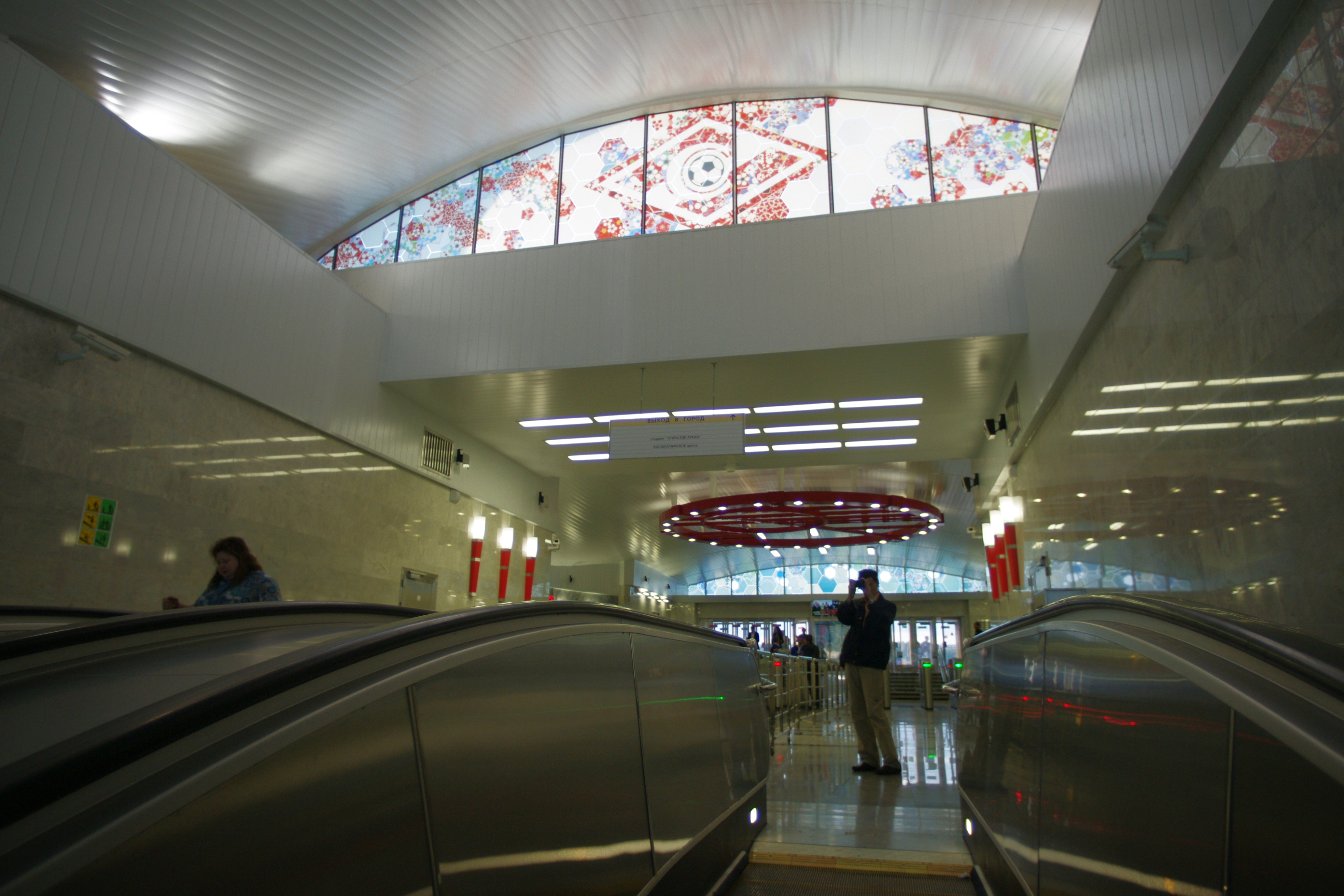
Оформление вестибюля станции

Путевая стена в день открытия станции

Станция открылась 27 августа 2014 года, вместе со стадионом. Станция «Спартак» стала 195-й станцией Московского метрополитена.
Станцию осмотрел мэр Москвы Сергей Собянин. Планируется, что в дни футбольных матчей станция будет работать только на выход для избежания давки после окончания матча. Ранее также сообщалось, что станция будет работать исключительно в дни матчей, но впоследствии эту информацию опровергли. С открытием станции «Спартак» количество станций в Московском метрополитене увеличилось до 195. Большое внимание было уделено аспектам безопасности: на станции установили более 120 видеокамер, и таким образом не осталось мёртвых зон, под круглосуточным контролем находятся не только пассажирские и служебные зоны, но также подземные переходы и уличные подходы к вестибюлям.
Управляющей компанией по строительству этой станции являлась АО «Мосинжпроект».

### Перспективы
Рядом со станцией планируется строительство транспортно-пересадочного узла, в составе которого будут организованы парковки на 3 000 машиномест, которые в дни проведения соревнований будут работать как парковки при стадионе «Лукойл Арена», а в обычные дни — как перехватывающие парковки. Открытие ТПУ изначально было запланировано на 2015 год, новый проект был утверждён в 2016 году, он будет включать в себя пересадку на наземный общественный транспорт. Также у станции, на месте Тушинского аэродрома возводится город-микрорайон Тушино-2018.

## Станция в искусстве
- На станции разворачивается действие некоторых эпизодов романа-катастрофы «Метро» Дмитрия Сафонова. В одноимённом фильме по мотивам книги действие происходит на не существующей на Кольцевой линии законсервированной станции «Бородинская» (съёмки сначала предполагалось провести на «Спартаке», но дирекция Московского метрополитена не дала разрешения из-за расположения этой станции на действующем участке).
- Фигурирует в романе Анны Калинкиной «Станция-призрак», изданном в рамках серии «Вселенная Метро 2033». Название романа также отсылает к данной станции, так как, согласно мифологии проекта, её не успели официально открыть до ядерной войны и именно поэтому она осталась станцией-призраком.

## Станция в цифрах

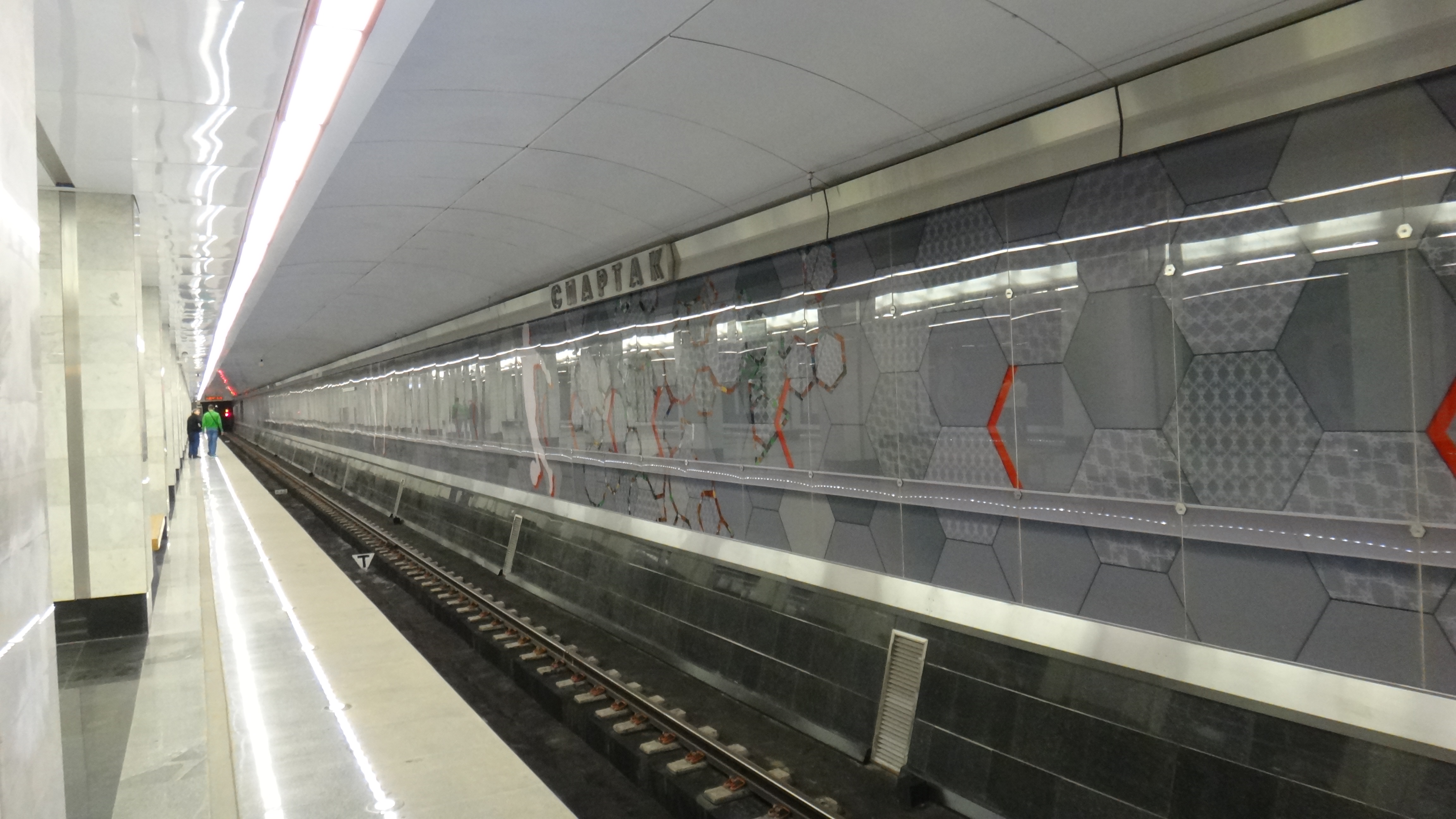
Вид на станционную стену

- Таблица времени прохождения первого поезда через станцию[31]:

| По чётным числам              | Будние дни | Выходные дни |
| По нечётным числам            | Будние дни | Выходные дни |
| В сторону станции «Щукинская» | 05:48:00   | 05:47:00     |
| В сторону станции «Щукинская» | 05:47:00   | 05:48:00     |
| В сторону станции «Тушинская» | 05:50:00   | 05:48:00     |
| В сторону станции «Тушинская» | 05:48:00   | 05:46:00     |

## Наземный общественный транспорт
На этой станции можно пересесть на следующие маршруты городского пассажирского транспорта:
- Автобусы: с348